# Найкращий різдвяний вертеп усіх часів
Найкращий різдвяний вертеп усіх часів (англ. The Best Christmas Pageant Ever) — дитячий роман американської письменниці Барбари Робінсон. Вперше побачив світ 1972 року у видавництві «Гарпер і Роу». У романі оповідається історія шести неблагополучних дітей, які беруть участь у добровільному різдвяному театралізованому конкурсі в недільній школі свого міста і зрештою розкрили мешканцям міста справжнє значення Різдва.

## Зміст
Оповідь ведеться від першої особи — дочки директора конкурсу Бет Бредлі.
Шестеро дітей на прізвище Гердмани — Імоджин, Ральф, Клод, Лерой, Оллі та Гледіс — сумно відомі у своєму містечку хуліганською поведінкою. Вони курять, б'ються, нецензурно лаються, вживають вино і крадіжки з крамниці. Їх залишено напризволяще. Ніхто їх не виховує: батько покинув їх, коли вони були ще маленькими, а їхня мати змушена працювати в кілька змін, щоб хоч якось звести кінці з кінцями.
Гердмани погано вчаться, але все ж таки закінчують початкову школу, просто вчителі не хочуть, щоб вони затримувалися на другий рік у школі.
Почувши, що в недільній християнській школі всім, хто прийшов, дають їжу, діти вирішили вперше відвідати її. Тут вони добровільно погоджуються на головні ролі у різдвяному конкурсі: Марія (Імоджин), Йосип (Ральф), три волхви (Клод, Оллі та Лерой) і Ангел Господній (Гледіс), остання з яких порівнює свою роль із персонажем із «Дивних коміксів». Цим своїм рішенням Гердмани здивували матір оповідачки Бет Бредлі.
Режисер вистави спочатку не хотів брати Гердманів у свою виставу, але оскільки інші не виявили бажання грати їхні ролі, то у він не мав вибору і погодився на участь Гердманів.
Пори те, що раніше Гердмани ніколи не чули різдвяних історій, вони виявили щирий інтерес до теми вистави.
Зрештою, настав день прем'єри вистави. Усі в містечку очікують, що різдвяна вистава обернеться катастрофою, адже всі знають хуліганів Гердманів.
Глядачі збираються в залі, і вистава розпочинається. Побачене на сцені вразило їх до глибини душі. Діти виконали свої ролі нетрадиційно, дуже реалістично та зворушливо.
Наприклад, коли троє волхвів пропонують Марії покласти немовля в ясла, то вона (Імоджин) відмовляється це робити і сильніше притискає ляльку Ісуса до себе, ніби це справді її дитина. А Гердмани, які грали волхвів, замість бутафорських золота, ладану і смирни, дарують немовляті Ісусові шинку з власного подарункового кошика. Діти ж, які грали пастухів, були по-справжньому налякані, коли перед ними з'явився Ангел Господній (Гледіс), який сповістив їм про народження у Віфлеємі Ісуса Христа.
Під час фінальної сцени, а саме співу хору, оповідачка Бет Бредлі перевела погляд на Марію (Імоджин) і остовпіла, побачивши, що вона тихо плаче, обіймаючи «немовля».
Після закінчення вистави глядачі бурхливо аплодували дітям Гердманам. Всі погодились, що це була найкраща різдвяна вистава з будь-коли проведених у місті.
Наприкінці роману Бет Бредлі каже, що вона сама і її батьки серйозніше замислилися про суворі аспекти історії: наприклад, про те, що господар готелю змусив вагітну жінку і її дитину спати в сараї, а Святе сімейство втекло від царя Ірода, який хотів убити немовля Ісуса.

## Публікація
Барбари Робінсон вперше опублікувала своє оповідання в журналі «McCall's», після чого його видано у вигляді книги, яка розійшлася тиражем понад 800 000 примірників.

## Театральні постановки та екранізації
26 листопада 1982 року Дитячий театр міста Сіетла вперше поставив виставу за книгою «Найкращий різдвяний вертеп усіх часів».
1983 року на каналі ABC відбулася прем'єра телевізійного фільму за книгою Робінсон. Головні ролі виконали Лоретта Світ і невідома тоді Файруза Балк.
Барбара Робінсон стала авторкою телепередачі за мотивами свого твору.
Режисер Даллас Дженкінс, відомий за телесеріалом «Обрані», зняв повнометражний фільм за екранізацією книги, який вийшов у прокат наприкінці 2024 року. У постановці картини співпрацювали компанії «Lionsgate» та «Kingdom Story Company», зйомки тривали в Канаді від грудня 2023 року.